# Siège Rai d'Aoste
 (décembre 2019).
Si vous disposez d'ouvrages ou d'articles de référence ou si vous connaissez des sites web de qualité traitant du thème abordé ici, merci de compléter l'article en donnant les références utiles à sa vérifiabilité et en les liant à la section « Notes et références ».
Le siège Rai d'Aoste, en entier Siège RAI régional pour la Vallée d'Aoste, est l'une des 21 directions régionales du réseau Rai 3, émettant sur la région de la Vallée d'Aoste et basée à Saint-Christophe.

## Histoire
Le siège, situé à Saint-Christophe, commune limitrophe d'Aoste, est opérationnel depuis 2005, mais la RAI dispose d'un siège régional en Vallée d'Aoste depuis 1968, année de la création du journal radio Voix de la Vallée, auquel, en 1978, s'ajoute des programmes radio pour un total de 50 minutes de diffusion par jour.
Depuis 1975, à travers une série de répéteurs disséminés dans toute la région, sont diffusés les programmes des chaînes de télévision francophones France 2 et RTS.
En 1979, les émissions télévisées commencent avec des journaux télévisés et des programmes d'intérêt régional.
En 1986, à la suite de l'accord signé entre la Rai et la présidence du Conseil des ministres, le siège régional Rai pour la Vallée d'Aoste débute la programmation télévision et radiophonique en français et, en 1994, avec le renouvellement de la Convention, les émissions en français sont également étendues aux informations journalistiques.
Depuis 1999, le télétexte régional est actif, et depuis septembre 2009, toute la région passe au numérique terrestre, à l'instar de France 2 et de la RTS.
Le service Rai Vd'A assure la programmation en langue française en Vallée d'Aoste.

## Identité visuelle

### Identité visuelle (logo)

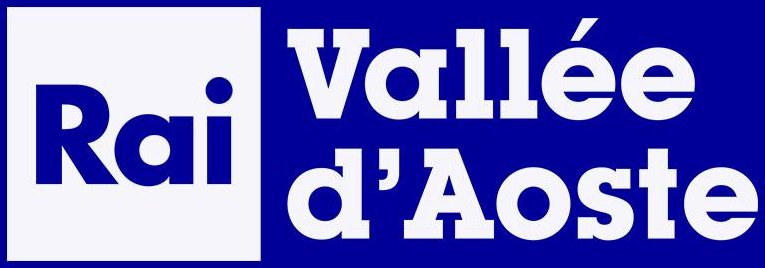
Le logo de Rai Vallée d'Aoste.

## Émissions régionales
- TGR Vallée d'Aoste : les informations régionales, diffusées chaque jour de 14h00 à 14h20, de 19h30 à 19h55 et à 00h10 ;
- Rai Météo Régionale : la météo régionale
- Bonjour Région : les informations régionales, diffusées chaque jour du lundi au vendredi de 7h30 à 8h00, sauf en été.